# Abbaye d'Ardenne
Pour les articles homonymes, voir Abbaye Notre-Dame.
L’abbaye Notre-Dame d'Ardenne est une ancienne abbaye prémontrée, fondée au XIIe siècle à Saint-Germain-la-Blanche-Herbe (Calvados) près de Caen. Elle est aujourd’hui occupée par l'Institut mémoires de l'édition contemporaine.

## Histoire

### La fondation auXIIesiècle
La légende veut qu'en 1121, un bourgeois caennais nommé Aiulf du Marché (également Youf, parfois latinisé en Ayulfus de Foro) et sa femme Asseline, pieux et pratiquant la charité, aient eu une vision de la Vierge Marie leur ordonnant de bâtir une chapelle en ce lieu. Ils acquièrent sept acres de la parcelle nommée « le puits aux Saxons » et installent un prieuré dont Gilbert, chanoine venu de Picardie, prend la tête. En 1138, l'église romane qui a succédé à la chapelle primitive est consacrée par l'évêque de Bayeux, Richard III de Kent.
En 1144, le prieuré est rattaché à l'abbaye de La Lucerne, la faisant entrer dans l'ordre de Saint-Norbert. Elle devient une abbaye indépendante en 1160. L'abbé Robert reçoit en donation une carrière de pierre à Bretteville-sur-Odon, indice important d'une campagne de construction au XIIe siècle.

### Moyen Âge
L'abbaye d'Ardenne se développe rapidement et son patrimoine devient très important :
- Prieuré de Saint-Vincent de Lebisey (Hérouville-Saint-Clair) en 1291.
- Prieuré de l'Ermitage (Saint-Martin-des-Besaces) à la fin du XIIe siècle.
- Prieuré de Saint-Thomas (Lion-sur-Mer) en 1328.
- Les curés de douze paroisses dans le Calvados et l’Orne sont nommés par Ardenne.

Le 23 février 1230, le chœur de l'abbaye s'écroule et tue vingt-six religieux, dont le troisième abbé, Nicolas. Cette catastrophe aura des répercussions importantes sur le plan de l'abbaye.

### XVesiècle
L'abbaye est touchée par la guerre de Cent Ans.
Le 14 décembre 1417, pendant le siège de Caen, les moines doivent se réfugier dans cette ville pour échapper au pillage de l'abbaye.
Le 5 juin 1450, l'abbaye est occupée par Charles VII pendant le siège de Caen, qui n'en repart qu'après la reddition de la garnison anglaise, le 5 juillet. La guerre terminée, l'abbé Robert Chartier fait reconstruire le cloître et un bâtiment conventuel.

### XVIesiècle
Le régime de la commende s’instaure à Ardenne et l'abbaye décline. Pendant les guerres de Religion, les moines doivent se réfugier par deux fois à Caen. C'est surtout en 1562 qu'Ardenne souffre de destructions. Les bâtiments sont laissés à l'abandon ou saccagés ; l'abbatiale sert d'étable. Pendant de nombreuses années, l'abbaye reste à l'état de ruine, occupée seulement par deux ou trois moines. La vie communautaire reprend peu à peu et en 1587 on compte huit chanoines, quatre novices et leur maître.
Le redressement est réalisé par le prieur Jean de la Croix, venu de l'abbaye de Belle-Étoile en 1596. Il restaure matériellement et spirituellement l'abbaye, reste chef spirituel d'Ardenne pendant près de cinquante-huit ans. Il ramène la règle à plus de rigueur dès 1598, suivant en cela l'action de Servais de Lairuelz, vicaire général de l'ordre des prémontrés à Pont-à-Mousson.

### XVIIesiècle

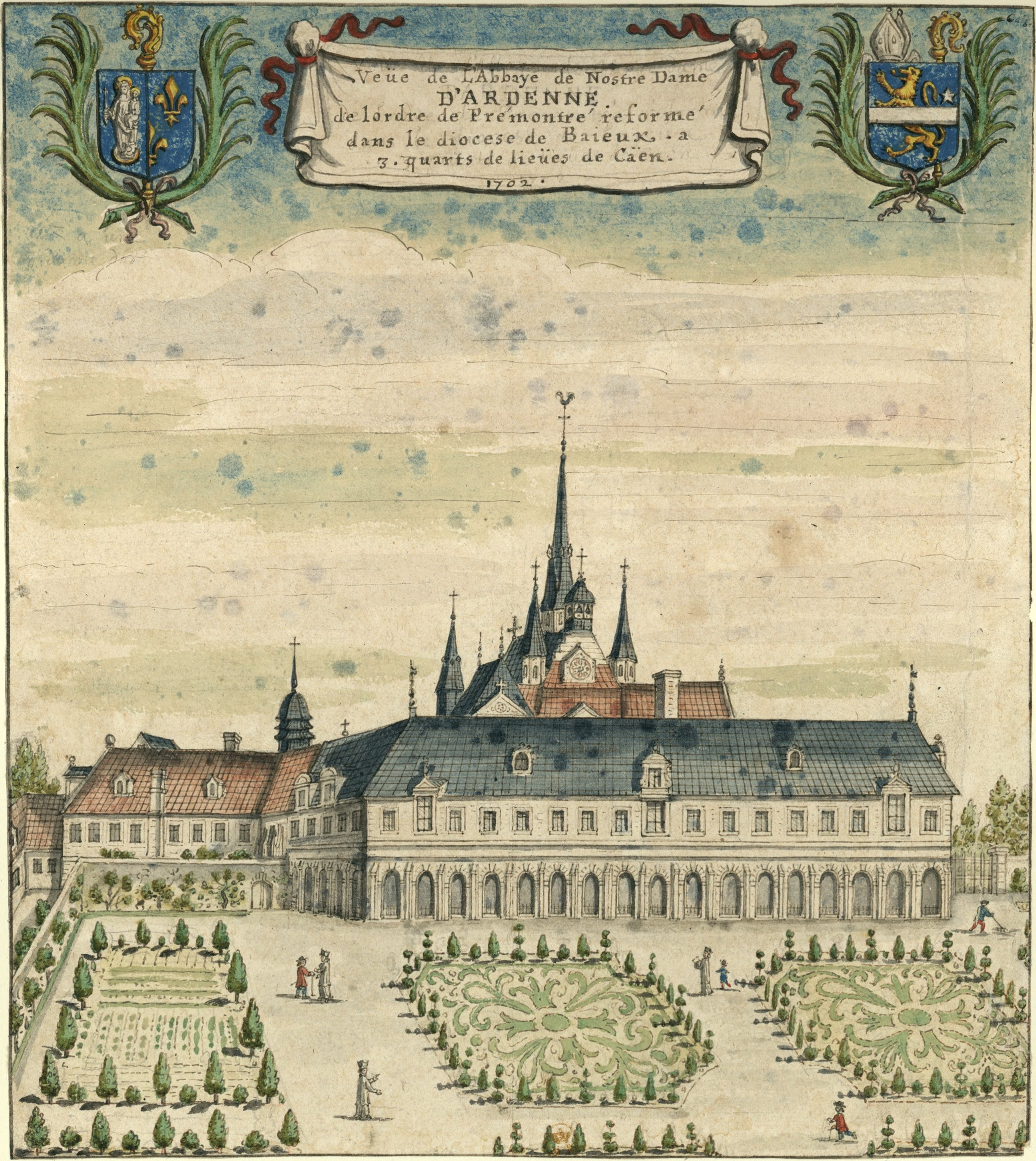
Vue de l'abbaye en 1702.

La restauration se poursuit grâce à un concordat conclu en 1602 entre le prieur et le nouveau commendataire Pierre de Villemor. Bien que celui-ci désapprouve le relèvement de l'abbaye pour des raisons financières, un nouveau mobilier est acheté, ainsi que tous les vêtements et linges liturgiques. En 1609, l'église est consacrée. Sont construits ensuite un dortoir, une bibliothèque et un nouveau maître-autel qui est consacré en 1639. C'est probablement sous Jean de la Croix que sont closes les arcades du cloître gothique pour transformer la claire-voie en galerie bien protégée du vent.
Le 12 novembre 1627, le prieur, en conflit avec son abbé commendataire Guillaume Galodé, fait adopter capitulairement par une forte majorité les statuts réformateurs de Pont-à-Mousson. L'abbaye n'adhère à la Congrégation de Lorraine qu'après avoir obtenu des garanties sur la régionalisation (la Lorraine ne faisant pas partie du royaume de France), notamment à propos du noviciat et des « migrations » des religieux. Jean de la Croix convainc ensuite d'autres abbayes à adhérer à cette réforme, malgré de fortes oppositions, comme celle du chapitre général de Prémontré. Ardenne devient l’abbaye prémontrée la plus puissante de Normandie et le nombre des religieux atteint trente en 1628.
Jean de la Croix meurt le 4 janvier 1654 et un manuscrit rapporte qu'il fut « enterré au-dessous du sanctuaire, vers l'orient. » Après sa mort, la rénovation architecturale continue. La porte Saint-Norbert, donnant immédiatement accès aux lieux réguliers par le nord, est terminée en 1672. En 1686, les voûtes ruinées de l’abbatiale sont remplacées par des croisées d’ogives en bois ; la galerie qui longe le cloître est restaurée en 1689 et l'on construit deux chapelles contre le mur nord de l'église.

### XVIIIesiècle
Le siècle est surtout marqué par le remaniement méthodique des bâtiments. En 1766, on reconstruit la galerie orientale du cloître et on démolit l'ancienne salle capitulaire. Le pressoir est rétabli et, sur le côté nord de ce dernier, un nouveau logis abbatial est construit après 1711, hors les lieux réguliers, au bénéfice de l’abbé commendataire qui, rappelons-le, ne fait pas partie de la communauté canoniale. Cet ouvrage, aujourd’hui disparu, est attribué à l’architecte Pierre Queudeville, de la paroisse Saint-Nicolas à Caen.
Vers 1680, les chanoines prémontrés achevèrent la construction d’une nouvelle porte monumentale, dédiée à saint Norbert. À cette époque, Ardenne règne sur de nombreux établissements et contrôle tous les moulins alentour.
À la Révolution française, les religieux sont chassés et l'abbaye est vendue comme bien national le 1er mai 1791 à un Parisien nommé Chauffrey. En 1795, trois ventes successives dispersent le mobilier et de nombreux tableaux : le maître-autel du XVIIIe siècle, avec ses deux statues en bois polychrome représentant saint Norbert et saint Augustin, est transféré en 1812 dans l'église Saint-Jean de Caen. L'abbaye est acquise en 1799 par un Anglais, William Russell, qui y vit jusqu'en 1814. Il fait de l'église, pour quelque temps, un temple protestant.

### XIXesiècle
À partir de 1814, le territoire de l'abbaye est morcelé entre différents propriétaires ; il est alors occupé par trois entreprises agricoles distinctes. Vers 1820-1823, le cloître, ainsi que la majeure partie du logis abbatial sont démolis et vers 1830, Arcisse de Caumont, le célèbre archéologue normand, est témoin d'autres destructions, dues aux prélèvements de pierres pour des constructions. Des bâtiments de ferme agricole sont ensuite construits par les nouveaux propriétaires.

### XXesiècle

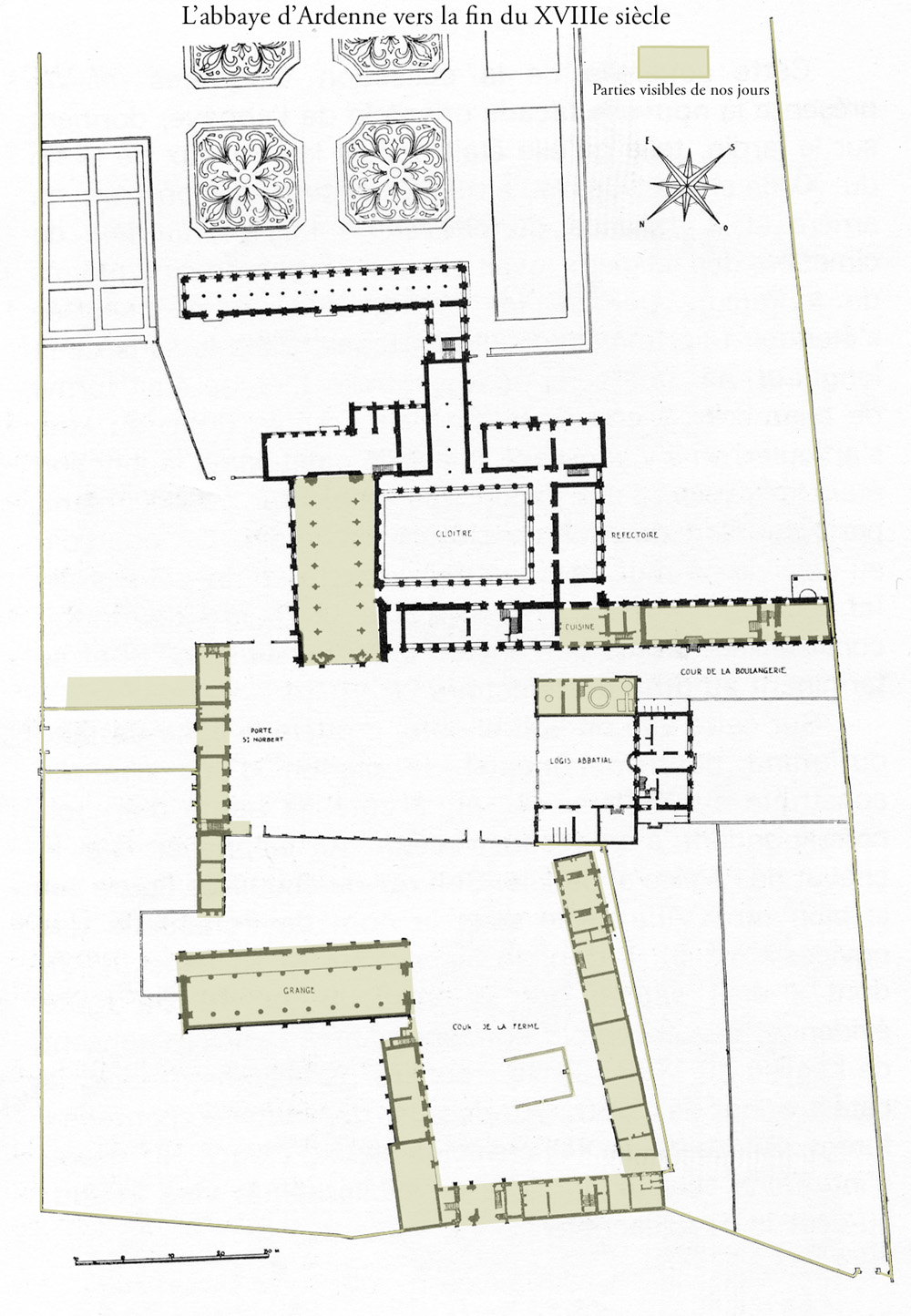
Plan de l'abbaye.

En 1918, la valeur patrimoniale de l'abbaye est officiellement reconnue : une grande partie de l'ancienne abbaye (église, porte nord, mur d'enceinte, grange, porterie ouest) fait l’objet d’un classement au titre des monuments historiques depuis le 28 août 1918. Le reste de l'abbaye fait l’objet d’un classement au titre des monuments historiques depuis le 21 octobre 1947.
Pendant la Seconde Guerre mondiale, un des propriétaires, Roland Vico, s'engage dans la Résistance. Les bâtiments accueillent un arsenal et un centre clandestin de maniement d'armes, avant d'être évacués par l'occupation des lieux par des soldats allemands. Ceux-ci se servent des tours de l'abbaye pour observer les alentours, jusqu'à la mer, visible de là. En effet, l'abbaye est sur un point haut de la plaine, à 67 mètres d'altitude.
Le 7 juin 1944, en pleine bataille de Caen, les Allemands contre-attaquent en force. La 12e  Panzerdivision SS Hitlerjugend occupe l'abbaye et s'en sert comme point d'appui. De nombreux soldats canadiens de la 3e Division d'infanterie faits prisonniers pendant la bataille sont amenés à l'abbaye. Une vingtaine d'entre eux au total, onze dans un premier temps, puis sept autres dans un second temps (peut-être deux supplémentaires), seront exécutés,, au mépris des conventions de Genève concernant les droits des prisonniers de guerre. Kurt Meyer, qui dirigeait la division, est fait prisonnier en septembre 1944 en Belgique par la Résistance. Il sera alors transféré pour être jugé par un tribunal militaire canadien et reconnu coupable de trois des cinq chefs d'accusation. Condamné à mort, sa peine sera ensuite commuée en prison à vie. Libéré pour bonne conduite en 1954, il rentrera chez lui, militant en Allemagne pour la retraite des anciens Waffen-SS, puis succombera en 1961 à 51 ans d'une crise cardiaque, non sans avoir fait un voyage en 1957 à l'abbaye d'Ardenne[réf. nécessaire].
L'abbaye qui était au cœur des combats, est gravement endommagée, notamment la grange médiévale. Elle est prise par l'armée canadienne le soir du 8 juillet. Son classement dès 1945 permet aux propriétaires d'engager des travaux de restauration grâce aux indemnisations de dommage de guerre. Mais en 1947 la façade de l'église s'écroule, ce qui n'empêche pas sa reconstruction, qui s'étale sur 35 ans, et dont la responsabilité est confiée à Marcel Poutaraud, architecte.

#### Restauration architecturale et renouveau culturel

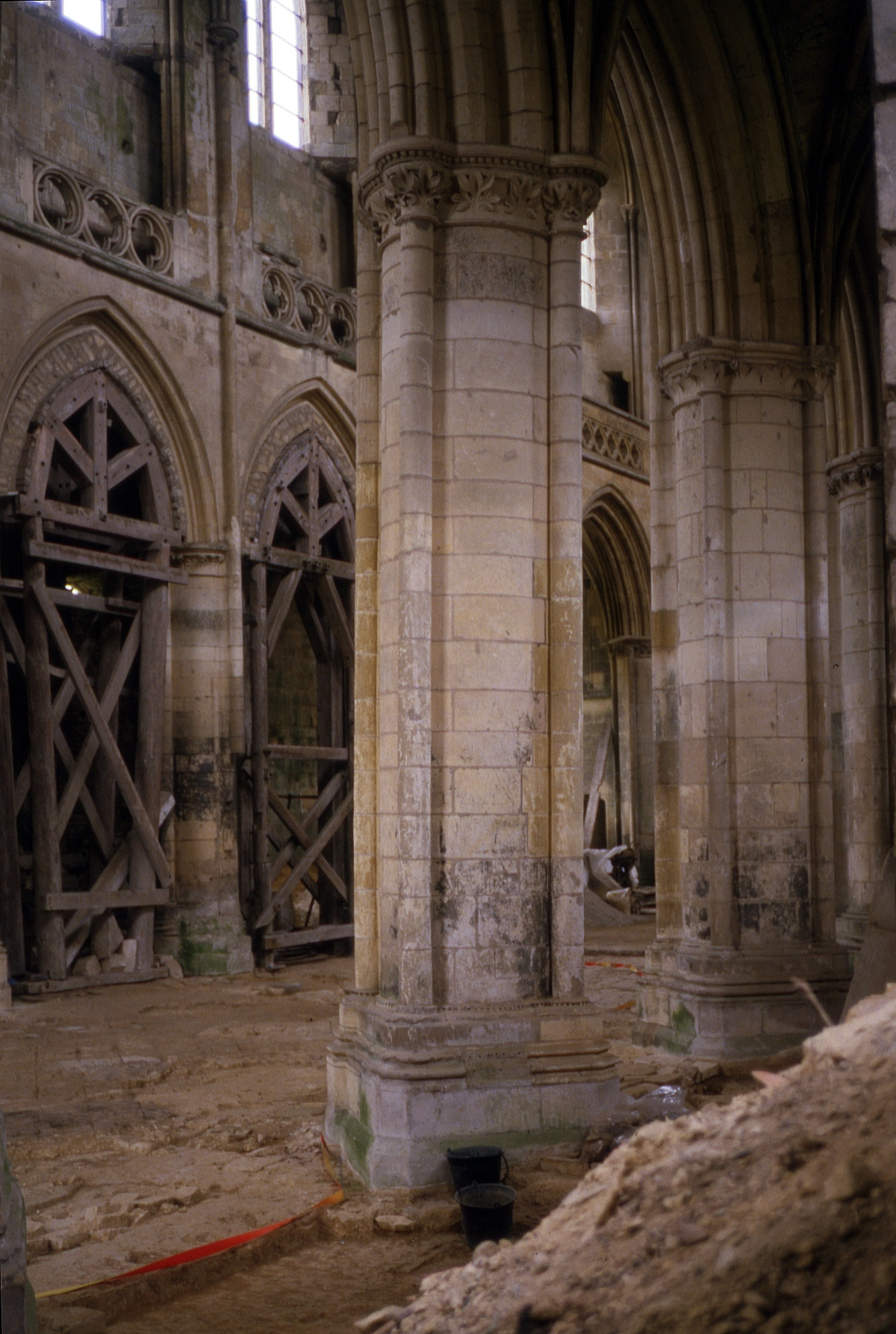
Fouilles de juin 1988 : mises au jour des sépultures de la nef.

Plusieurs projets sont élaborés autour de l'abbaye, dont celui de la ville de Caen, qui souhaite, en 1971, en faire un centre culturel. En 1985, Ardenne est acquise par l'EPBS (Établissement public et financier de la Basse-Seine), et des fouilles archéologiques sont entreprises. Finalement, la région Basse-Normandie achète l’ensemble de l’abbaye, encore partagée entre trois propriétaires, au début des années 1990 afin d’accueillir des étudiants américains dans le cadre du programme “Normandy Scholar program”. Une nouvelle campagne de restauration reprend, sous la direction de l’architecte Bruno Decaris, architecte en chef des monuments historiques. Les bâtiments (ancien farinier, anciennes remises et écuries, ainsi qu'une partie de l'ancienne ferme Vico) sont livrés en 1994. Cependant, le site est sous-exploité en regard de son potentiel d'accueil. À partir de 1996, la restauration de l’abbaye, financée par la région avec la participation de l’État, se trouve motivée par un projet de décentralisation régionale : l'emménagement en ses murs de l'Institut mémoires de l'édition contemporaine (IMEC). Les architectes choisis sont Bruno Decaris et Agnès Pontremoli. L'église abbatiale est transformée en bibliothèque et la grange aux dîmes en salle de conférences, d’expositions et de concerts. Le travail d'adaptation de ces deux bâtiments aux nouveaux usages bouleverse profondément tout l'aspect intérieur en respectant le caractère originel des extérieurs. Un nouveau bâtiment est construit à côté de l'ancienne abbatiale, à laquelle elle est reliée par un tunnel, pour servir de lieu de stockage et de traitement des archives. Le pressoir est transformé en café littéraire. L'ensemble est livré en 2004. L'IMEC, devenu en 1998 membre du réseau européen des Centres culturels de rencontre (label CCR), s'installe dans l'abbaye qui devient donc un centre de recherche important. En 2016, les anciennes écuries, la porte de Bayeux et la porte Saint-Norbert sont également restaurées pour servir de lieu d'accueil ou d'expositions,.

## Armes de l'abbaye
- de gueules, à une crosse d'argent, accostée de deux fleurs de lys d'or
- parties ; au premier, d'un demi écusson de France ; au deuxième, d'azur à la vierge d'or, debout, tenant son fils sur un bras et de l'autre un rameau[14].

## Architecture

### L'abbatiale
Le premier édifice fut consacré en 1138, pendant la période romane. Ce qui subsiste est du début du XIIIe siècle, bien que la période de construction s'étale sur plusieurs périodes, jusqu'au XVIIe siècle. Le transept ne fut pas intégré aux travaux de restauration de 1230, après l'effondrement du chœur, mais réutilisé comme « chanterie », vestibule et sacristie. Quelques maladresses apparaissent dans la construction, par le manque de parallélisme entre le mur sud et les six premières travées, sans doute parce que le constructeur avait mal pris ses repères à partir du cloître. Le bâtiment est à deux étages, l'étage inférieur a des grandes arcades supportées par des piles cylindriques et le supérieur étant éclairé par des fenêtres. La voûte en bois est particulière, réalisée en bois au XVIIe siècle dans le style gothique. Une autre particularité est que les fenêtres hautes sont plus larges que les autres. De plus, les baies du côté sud sont construites de deux hauteurs différentes. D'autres irrégularités de niveau et quelques différences de décor sur les balustrades peuvent être observées, démontrant des discontinuités dans les restaurations. Les chapiteaux sont ornés de crochets et feuillages élégants, dans le style à l'honneur en Normandie au XIIIe siècle, de même que les décors à trèfles à trois et quatre feuilles du XIVe siècle.
À l'extérieur, deux tourelles octogonales, jadis surmontées de flèches, encadrent une façade gothique. Elle se compose d'un portail dont le tympan a été reconstruit sans restitution des décors disparus lors de la bataille de 1944 et de l'effondrement de 1947, d'une rose surmontée par une coursière passant derrière un garde-corps ajouré et d'un pignon couronné par des rampants décorés de crochets.
La nef abrite aujourd’hui une bibliothèque d'archives, dont l'architecture contemporaine accolée aux piles de l'église peut surprendre ou séduire. C'est là que sont déposés, dans une atmosphère surveillée, les fonds documentaires de l'IMEC.

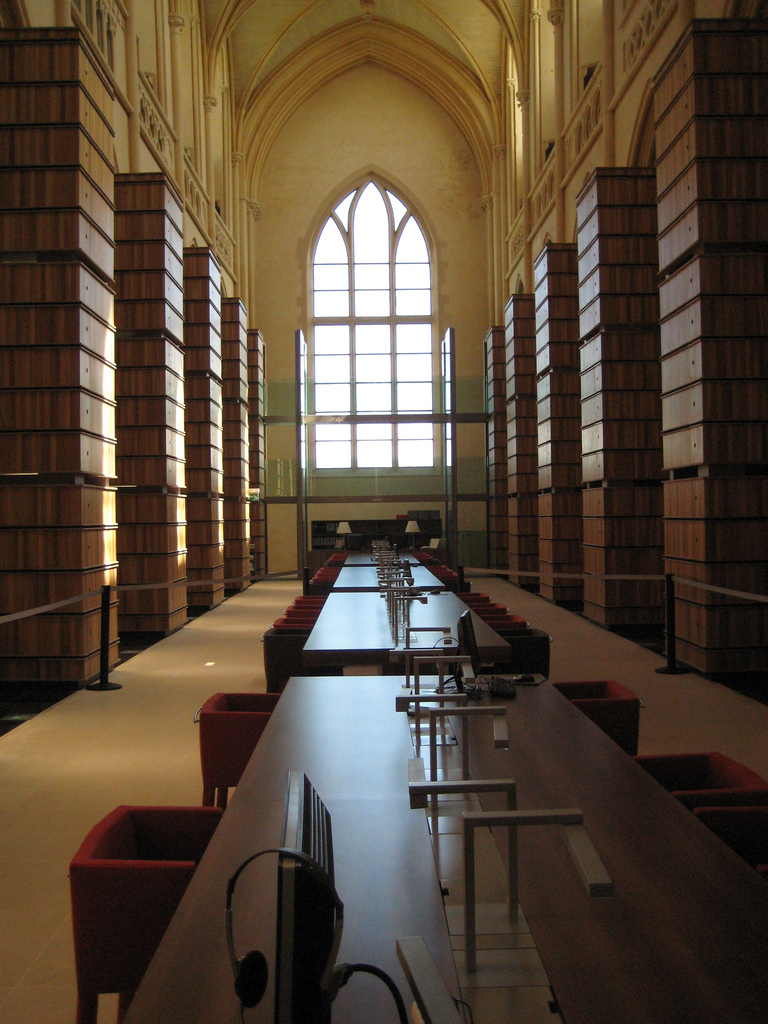
Bibliothèque de l'IMEC, aménagée dans l'ancienne abbatiale.
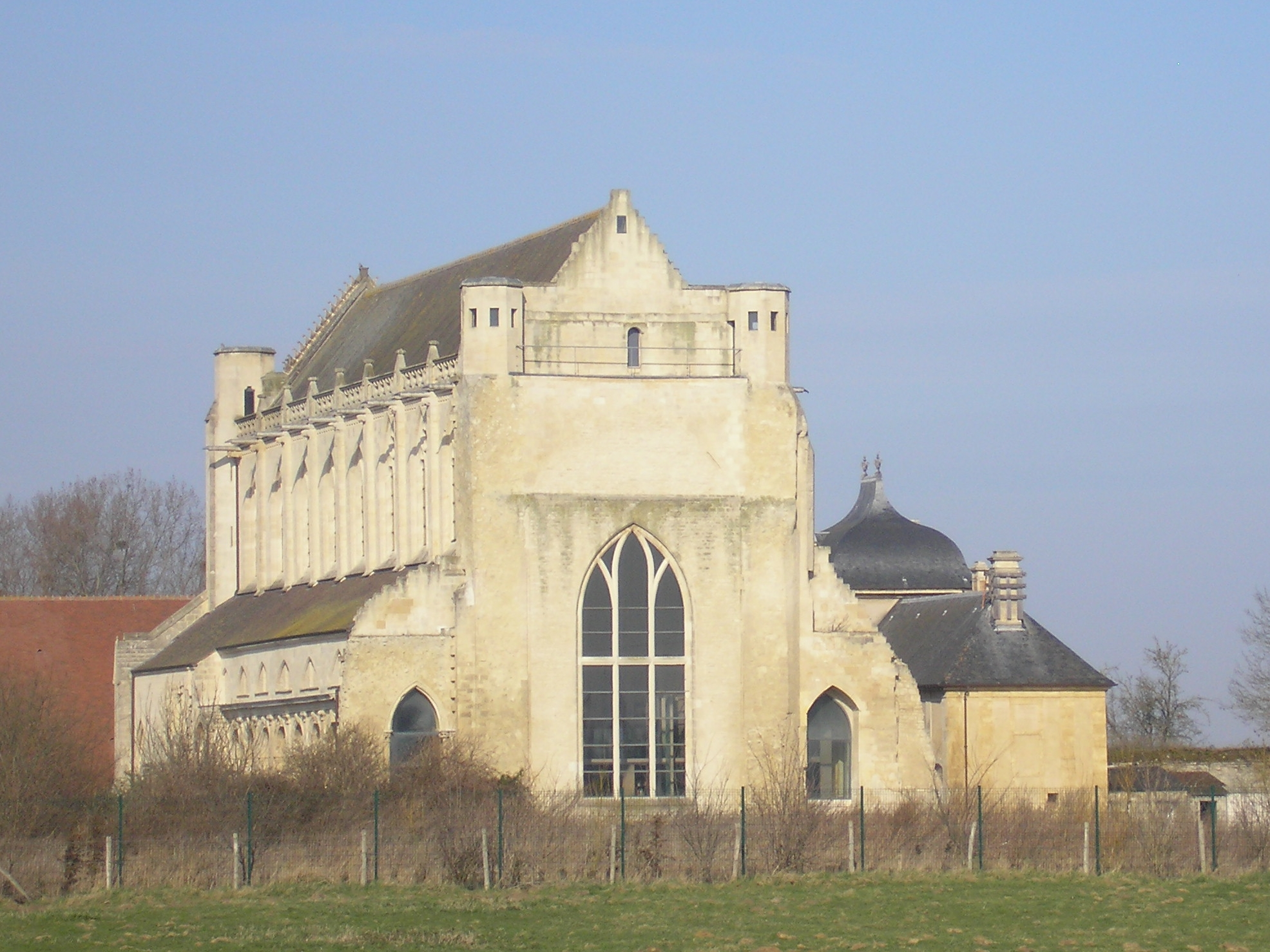
Le chevet de l'abbatiale.
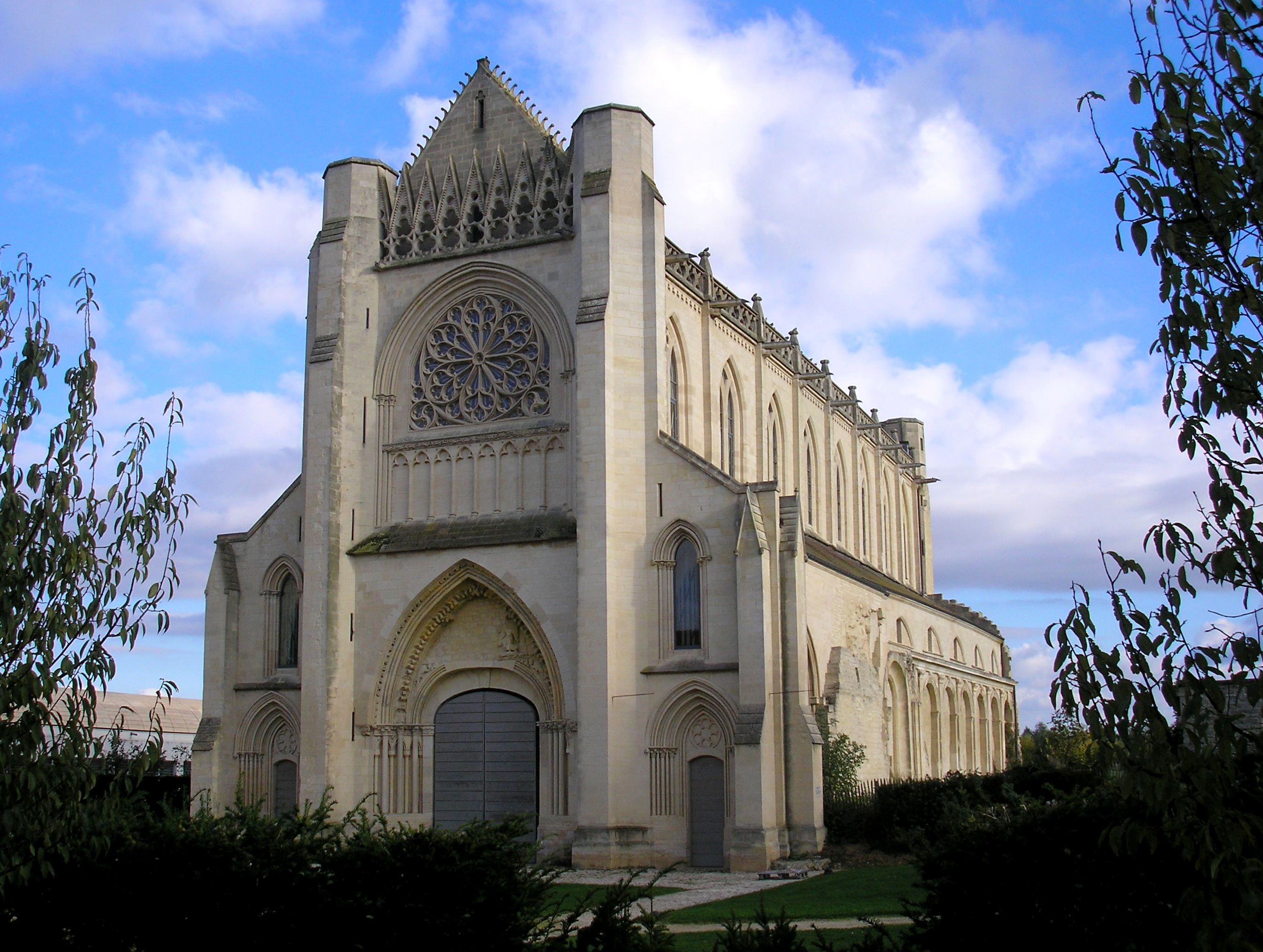
La façade restaurée de l'église.
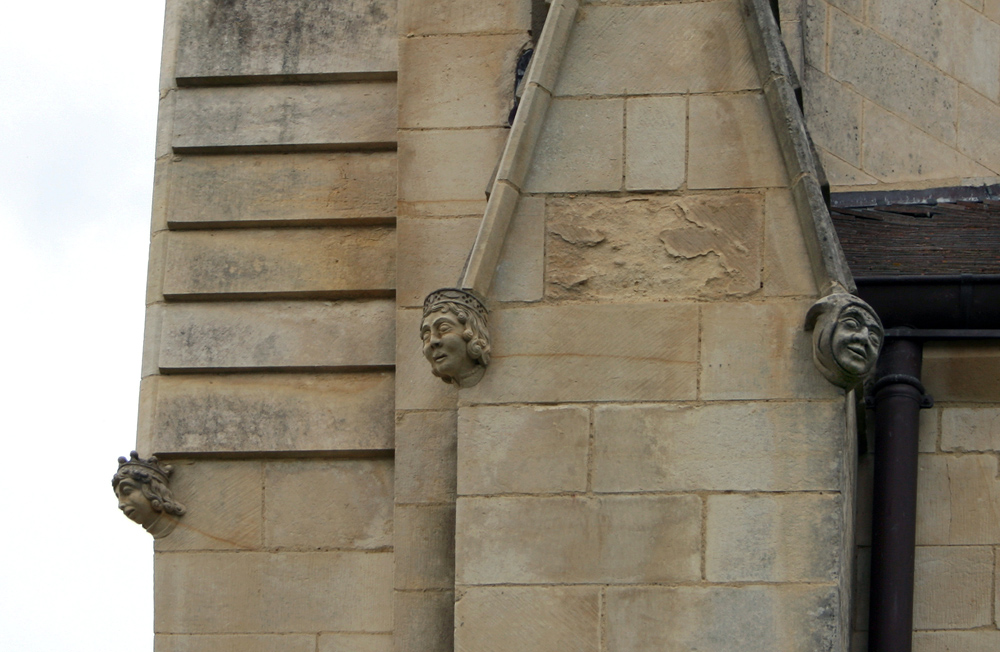
Sculptures décoratives de l'église.
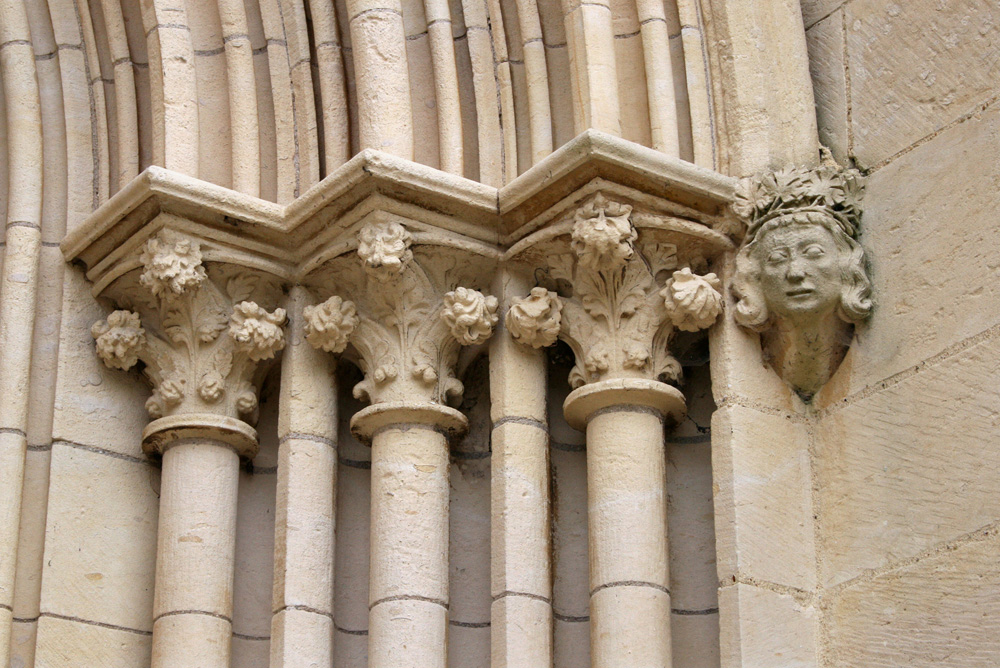
Chapiteaux et sculptures de la façade.
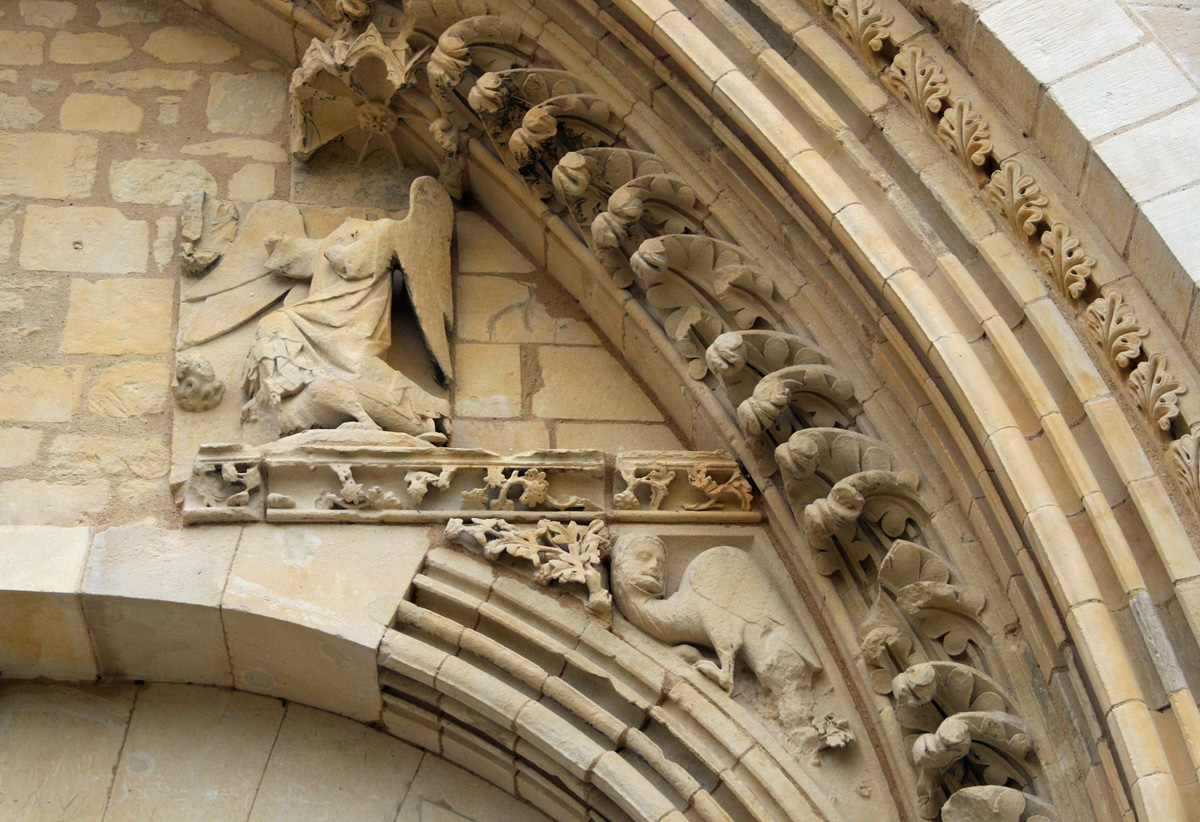
Sculptures du portail de l'église ; détails de ce qui a pu être sauvé.
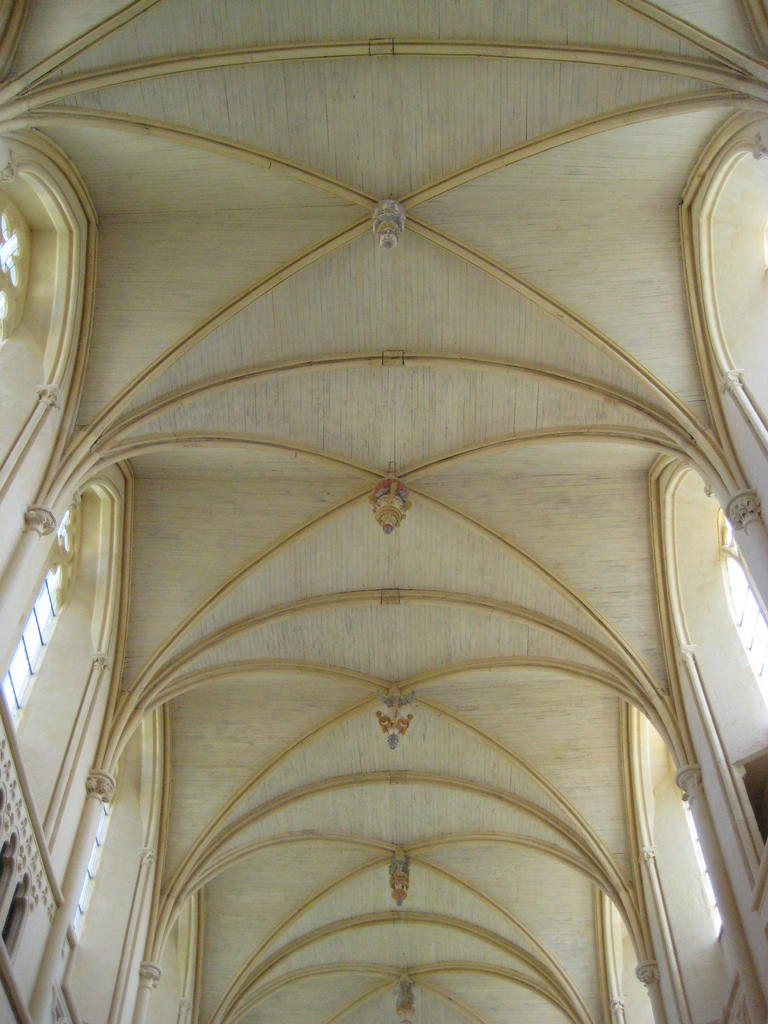
Voûte de l'ancienne abbatiale.
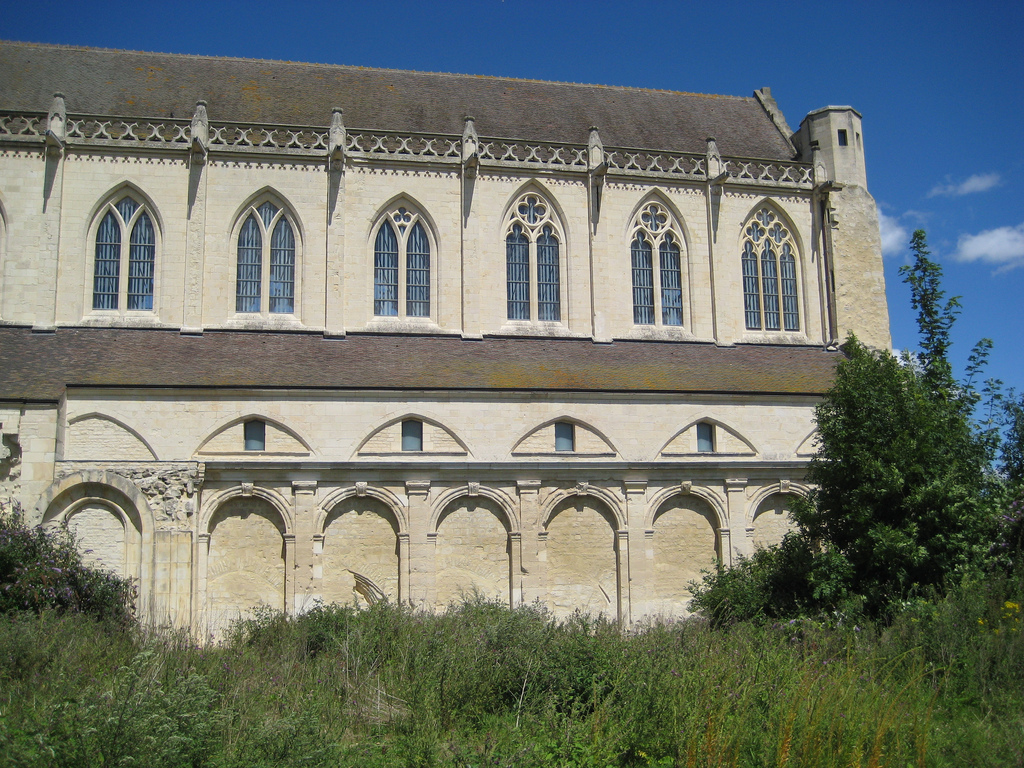
Vestige du cloître.

### La porte de Bayeux
C'est le plus vieux bâtiment de l'abbaye. Selon la règle de saint Norbert, on accédait aux abbayes par quatre portes, situées aux quatre points cardinaux. Si La Lucerne eut ses quatre portes, les archives ne permettent pas de dire s'il en fut ainsi à Ardenne. La porte ouest, ou porte de Bayeux, est du XIIIe siècle. Construite dans le style roman normand qu'on retrouve au prieuré proche de Bretteville-sur-Odon ou à celui de Saint-Vigor-le-Grand, cette porterie comporte un étage habitable. L'accès à la basse-cour se fait par une double porte charretière surmontée de voussures en plein cintre. Une porte piétonne à arc brisé l'accompagne. Le passage se fait sous une voûte à croisée d'ogives. Du côté de la cour, l'étage est éclairé par trois belles fenêtres à meneaux. Dans cette pièce était rendue la justice temporelle, confrontant parfois les chanoines et leurs fermiers, ou les fermiers entre eux.

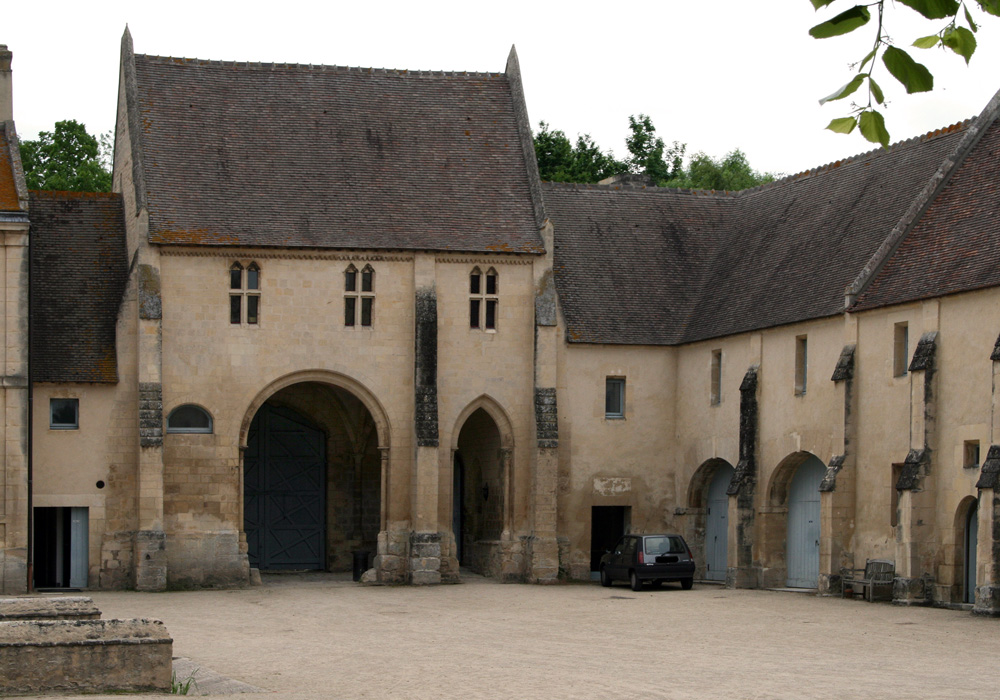
Porte de Bayeux, côté cour.
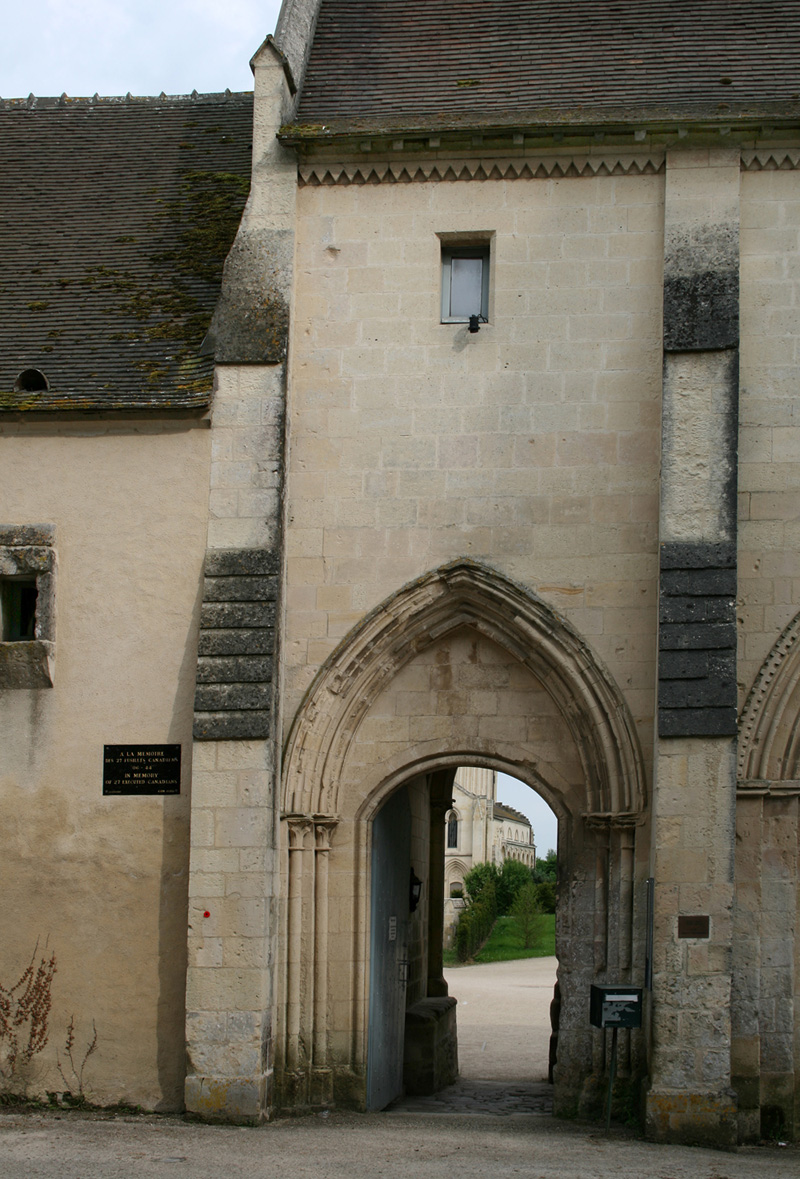
Porte de Bayeux : la porte piétonne.
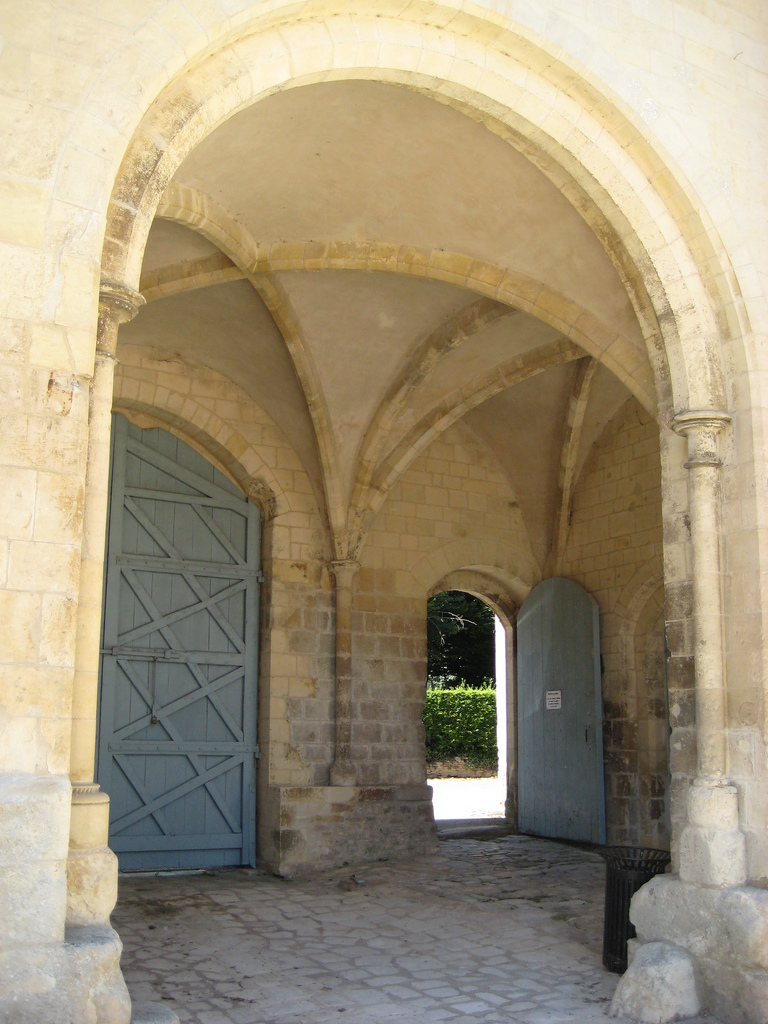
Voûtes de la porte.

### La porte Saint-Norbert
Construite dans la première moitié du (XVIIIe siècle), son style est pourtant proche de celui du XVIIe siècle et de l'influence jésuite, avec son appareil à bossages et son toit en dôme. Au-dessus du fronton trapézoïdal orné à chaque extrémité d'épis, une niche a dû abriter autrefois une statue de saint Norbert.
De chaque côté du pavillon, deux ailes divisées en cinq travées par des pilastres abritait à l’origine une écurie voûtée et une sellerie. L’ensemble long de quarante mètres est prolongé à l’ouest par une ancienne porcherie. Dans la cour, des pelouses entrecoupées d'allées ont été aménagées récemment.

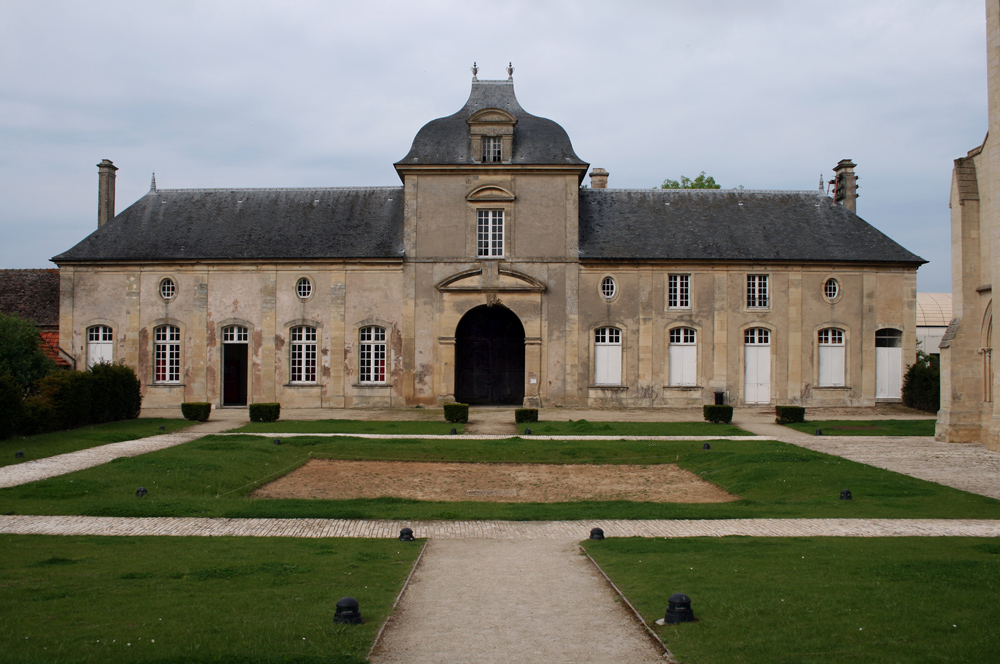
Porte Saint-Norbert, côté cour (façade sud).
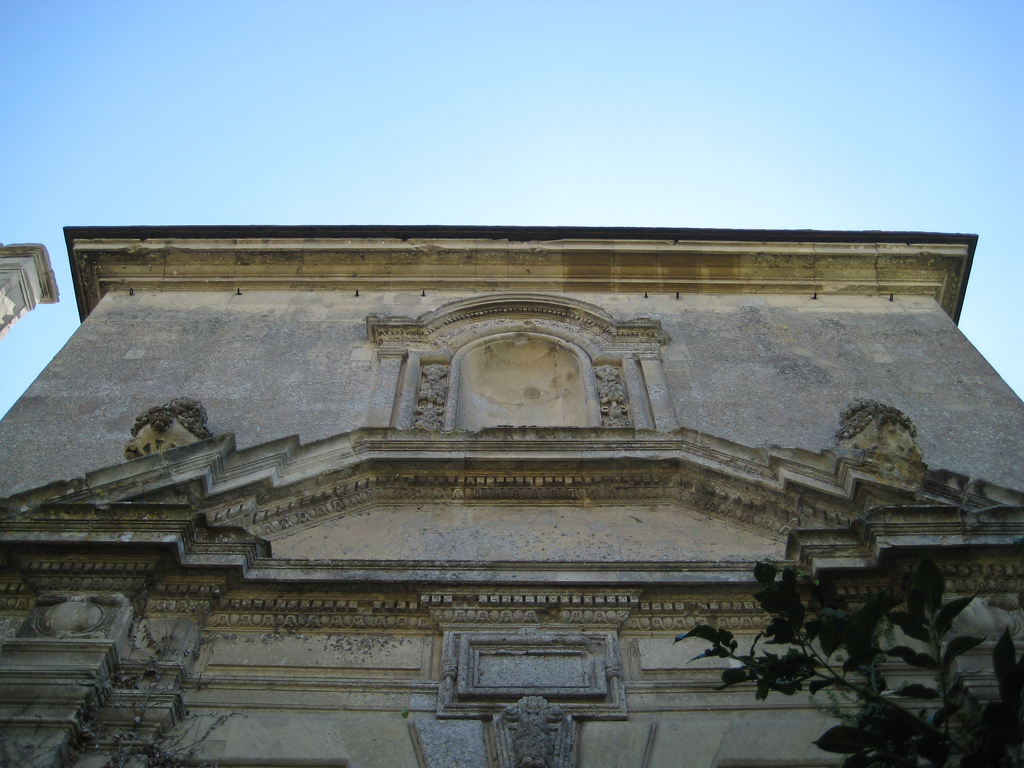
Détail depuis l'allée menant à l'abbaye (façade nord).
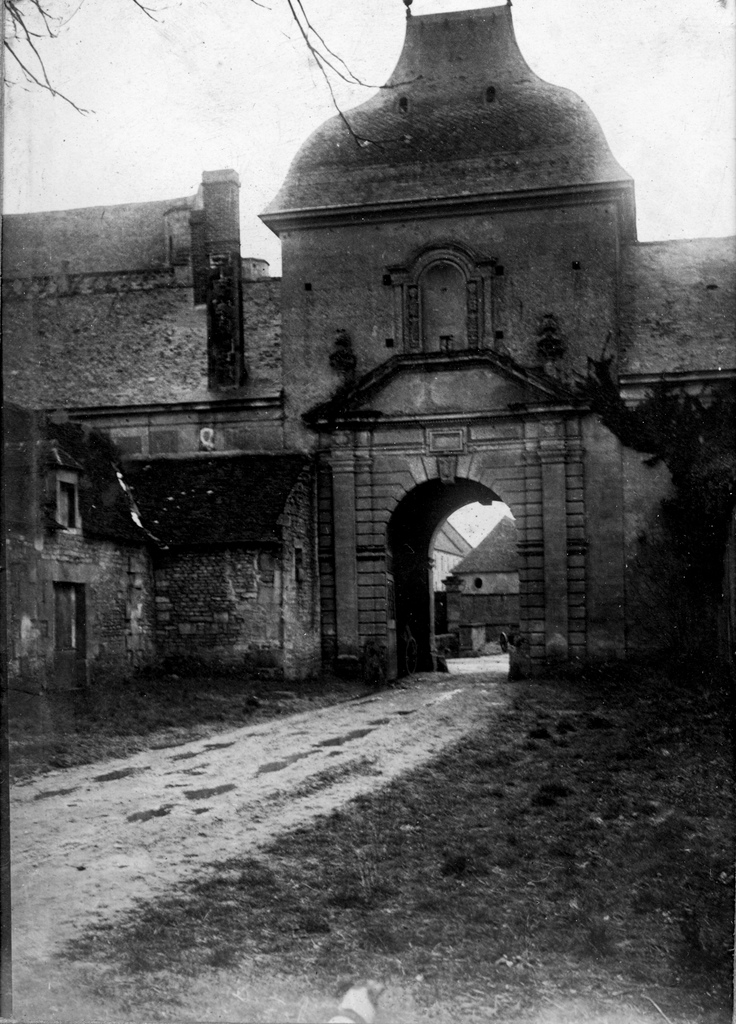
Façade nord au début du XXe siècle.

### La grange aux dîmes
Du XIIIe siècle, elle est une des plus belles granges monastiques de Normandie. Longue de 48 mètres et large de 16, elle rappelle l'importance des domaines agricoles de l'abbaye. De puissantes piles cylindriques séparent à l'intérieur la nef centrale des deux bas-côtés. Parfaitement restaurée en 1952 des dégâts de 1944, elle a été aménagée à la fin du XXe siècle pour accueillir un centre culturel de rencontre et des expositions ouvertes au public.

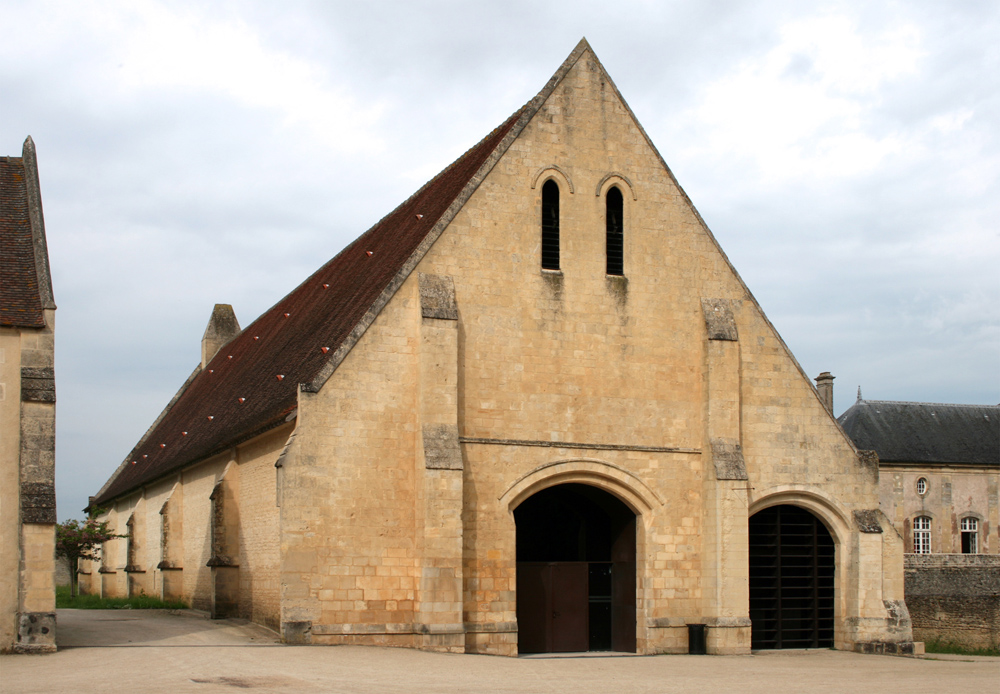
De la cour de la ferme.
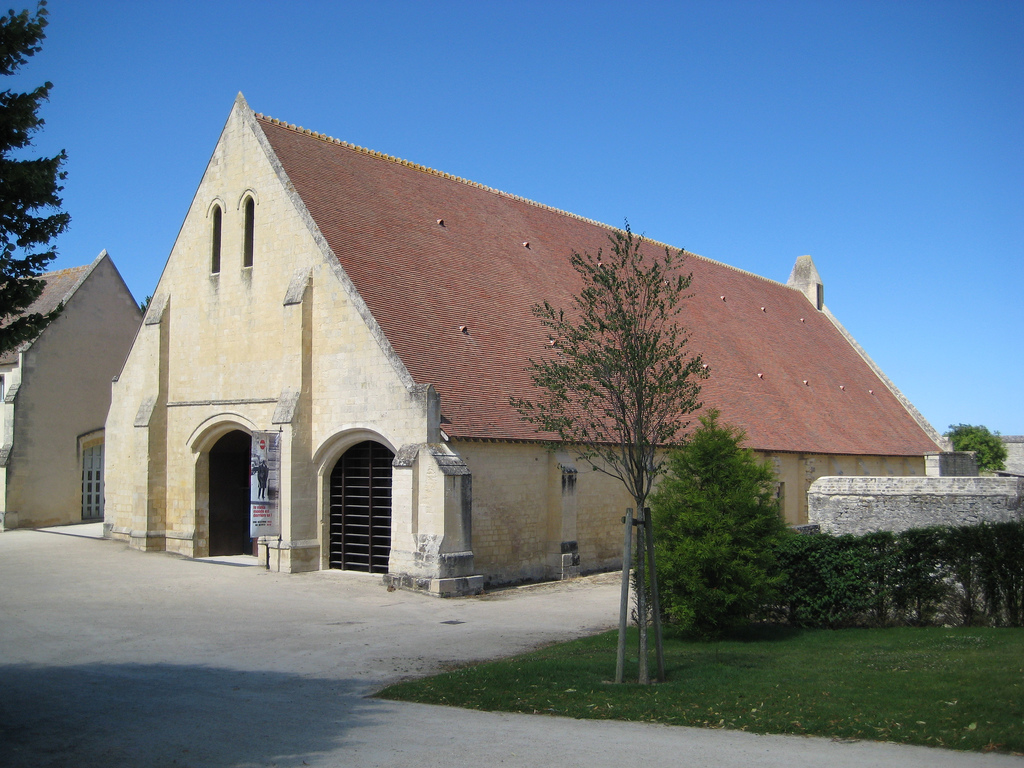
De la cour de l'église.

### Les bâtiments conventuels
Ce sont les éléments d'architecture ayant le plus souffert des destructions. Il ne reste que la cuisine, intégrée aux bâtiments sud, comprenant également la boulangerie, des celliers et des chambres pour les domestiques des hôtes. En 2008, cette partie de l'abbaye reste encore à restaurer.
Du mur d'enceinte, il reste un mur continu de deux kilomètres de pourtour.

### Les bâtiments de ferme
Bien que terminés au XVIIe siècle ou remaniés pour les adapter à la vie agricole, ils comportent une majorité d'éléments médiévaux. Le bâtiment nord a conservé ses contreforts. L'aile sud présente moins d'intérêt. Toutefois, le logement du fermier est tel qu'il apparait sur le plan du XVIIIe siècle et comporte une belle salle voutée. Le logis près de la porte de Bayeux a été édifié en 1825. Dans les bâtiments côté sud, il est prévu d'aménager un espace d'accueil du public, avec boutiques et bar.

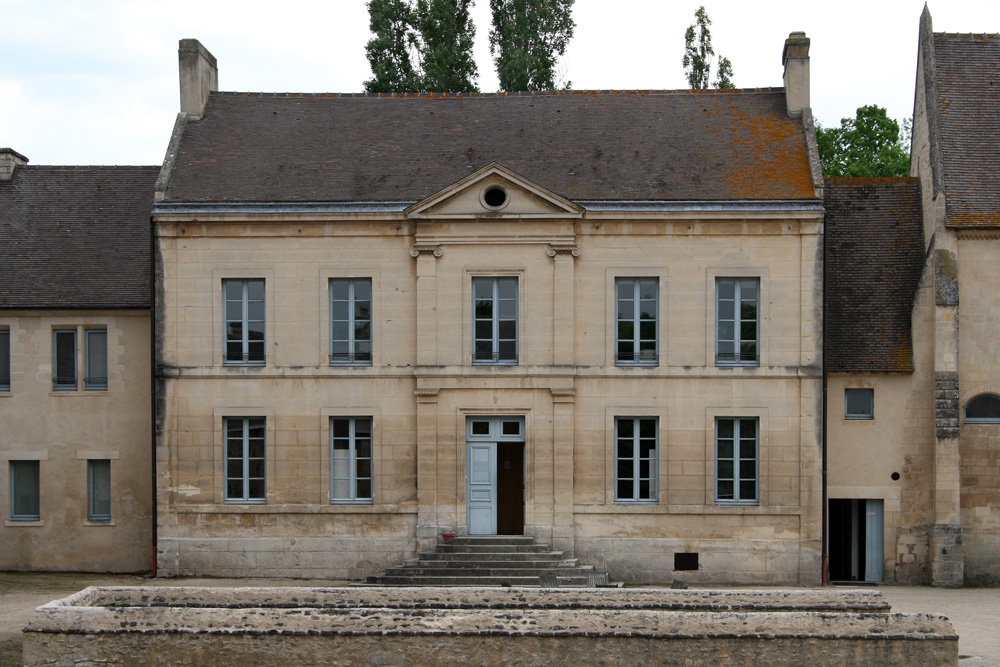
Logis de la ferme.
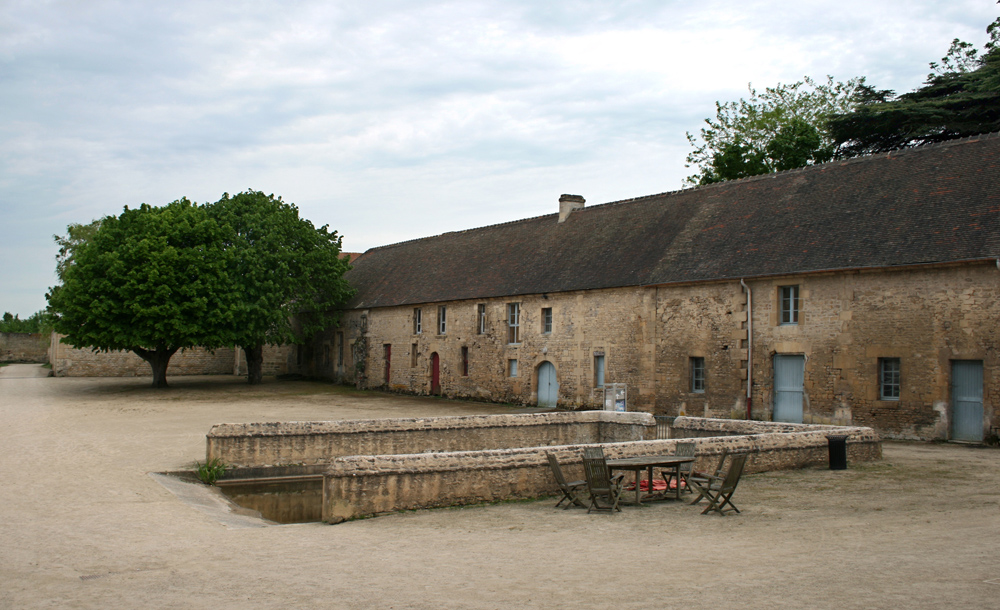
La ferme, côté sud.
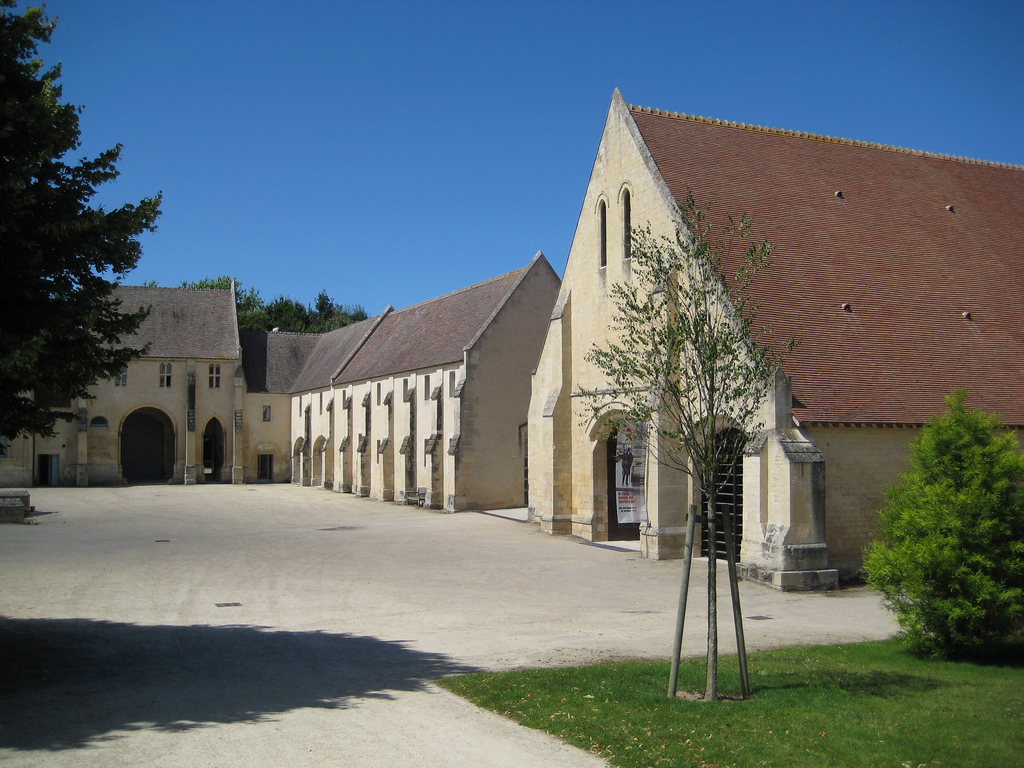
La basse-cour avec, au centre, les écuries.

### Le farinier
Du XVIIIe siècle, le farinier comprenait une boulangerie, un cellier, un corps de logis pour les domestiques et des greniers à blé. Il est aujourd’hui un lieu de résidence pour les chercheurs, comprenant quinze chambres et une salle de travail.

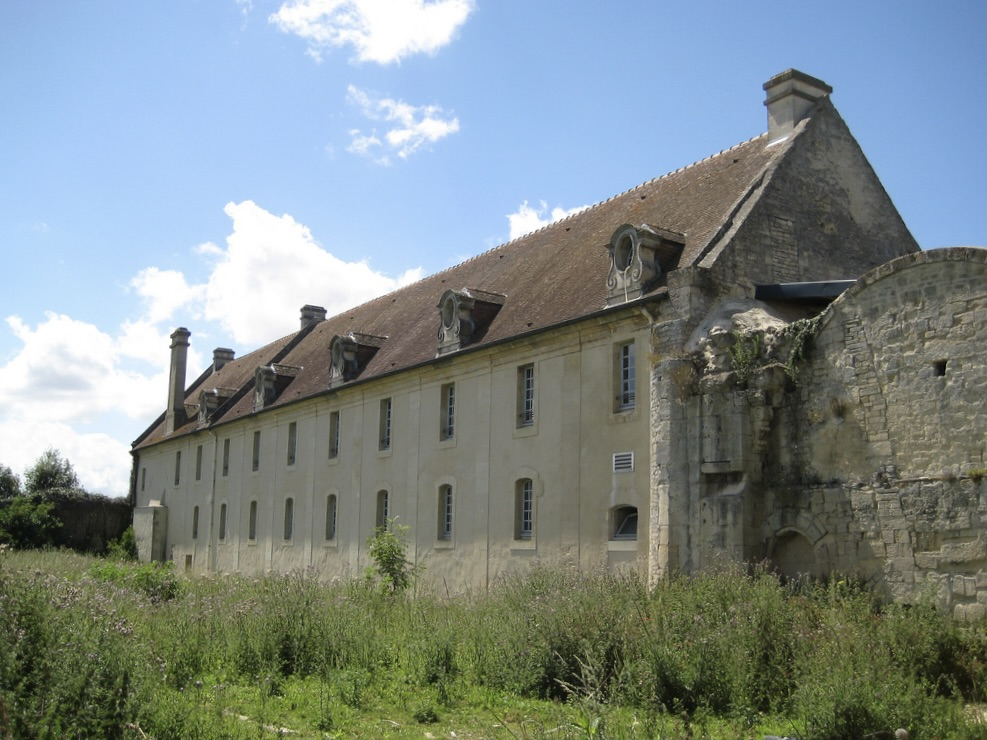
Le farinier.
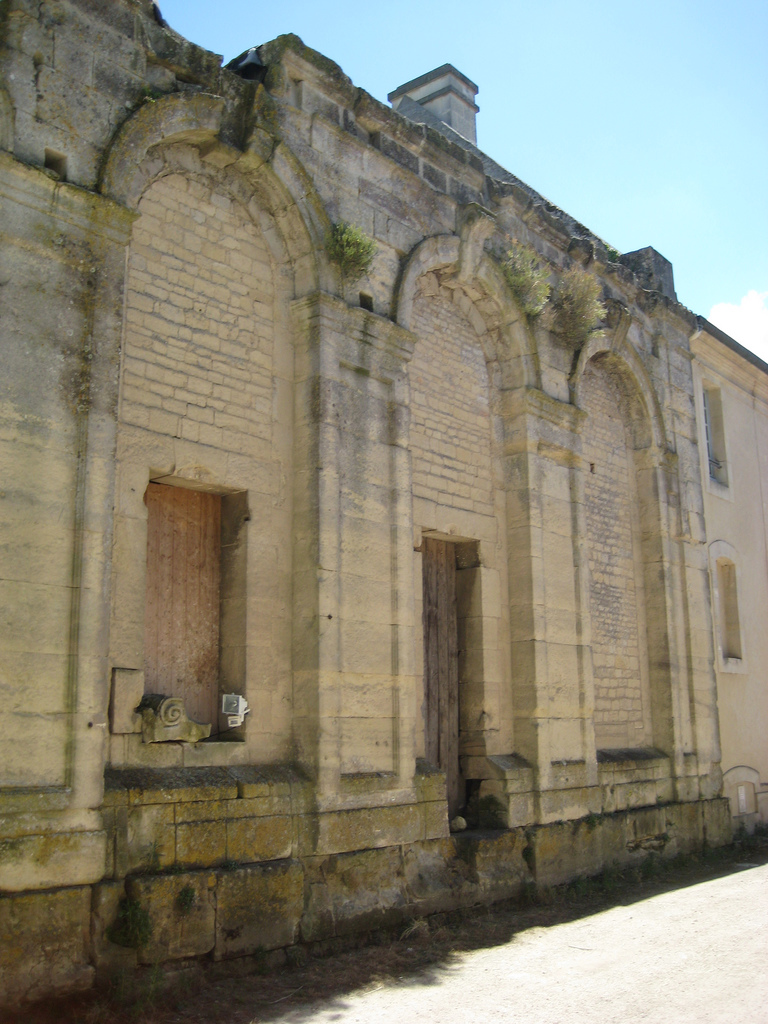
La cuisine, bâtiment non restauré accolé au farinier.

### Institut mémoires de l'édition contemporaine (IMEC)

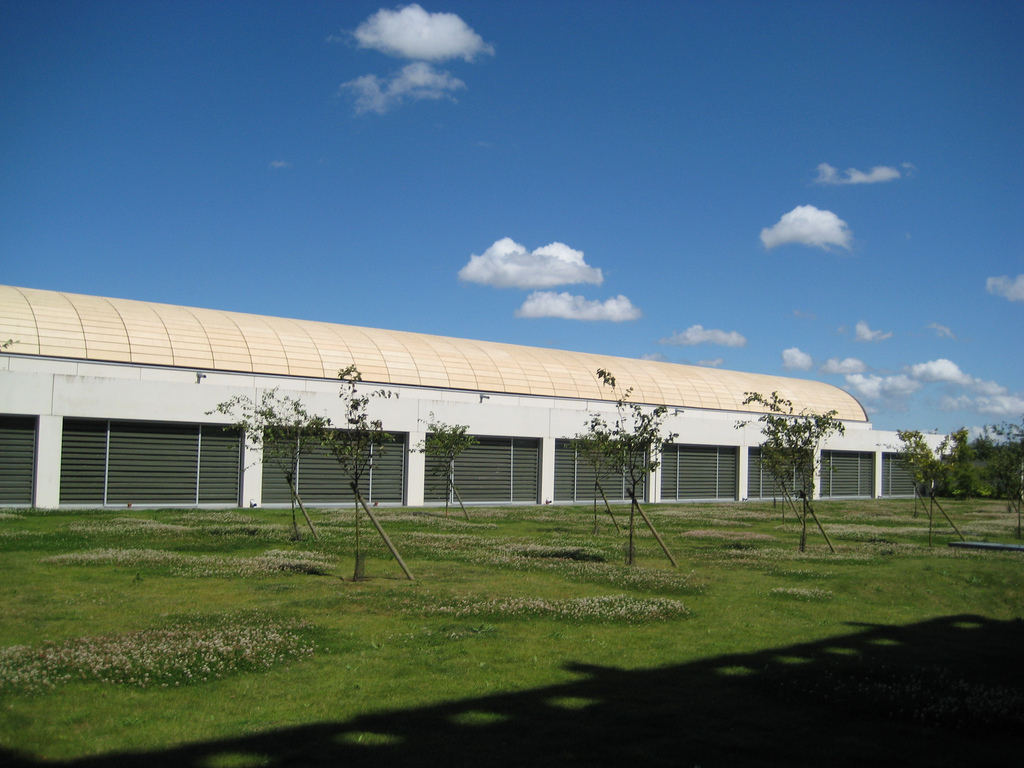
Pavillon des archives de l'IMEC relié par un tunnel à la bibliothèque.

Seul bâtiment récent de l'abbaye, le pavillon des archives est consacré au traitement et à la conservation des archives déposées à l'Institut mémoires de l'édition contemporaine (IMEC).

## Visite
Par décret en date du 16 juillet 2003, un périmètre de 200 hectares autour de l'abbaye est classé, ensemble formé par l’abbaye d’Ardenne et les terrains avoisinants sur le territoire des communes d’Authie, de Caen et de Saint-Germain-la-Blanche-Herbe. Il permet de sauvegarder l’essentiel des « vues » sur l’abbaye, menacées par l'extension de l'agglomération, de même que les terres agricoles qui l’entourent, comme par le passé.
L'enceinte de l'abbaye se visite librement du mardi au vendredi de 14 h à 18 h.
L'IMEC organise aujourd'hui une programmation culturelle entre l'ancienne étable qui accueille des expositions et l'ancienne grange qui reçoit des conférenciers, auteurs, pour des colloques, conférence et parfois des concerts.
Près du mur d'enceinte, au sud-ouest, on peut aujourd’hui se recueillir dans le Jardin canadien du souvenir, avec oratoire, en souvenir des dix-huit soldats massacrés par les SS. Tous les ans, à la date du 7 juin, une commémoration y est organisée.

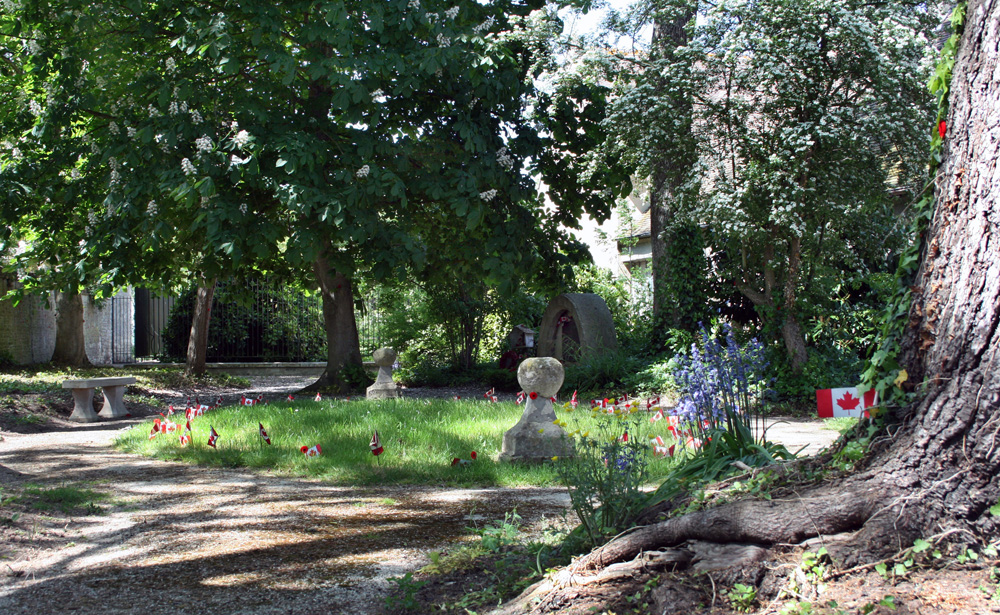
Le Jardin du souvenir, où ont été tués les soldats canadiens.
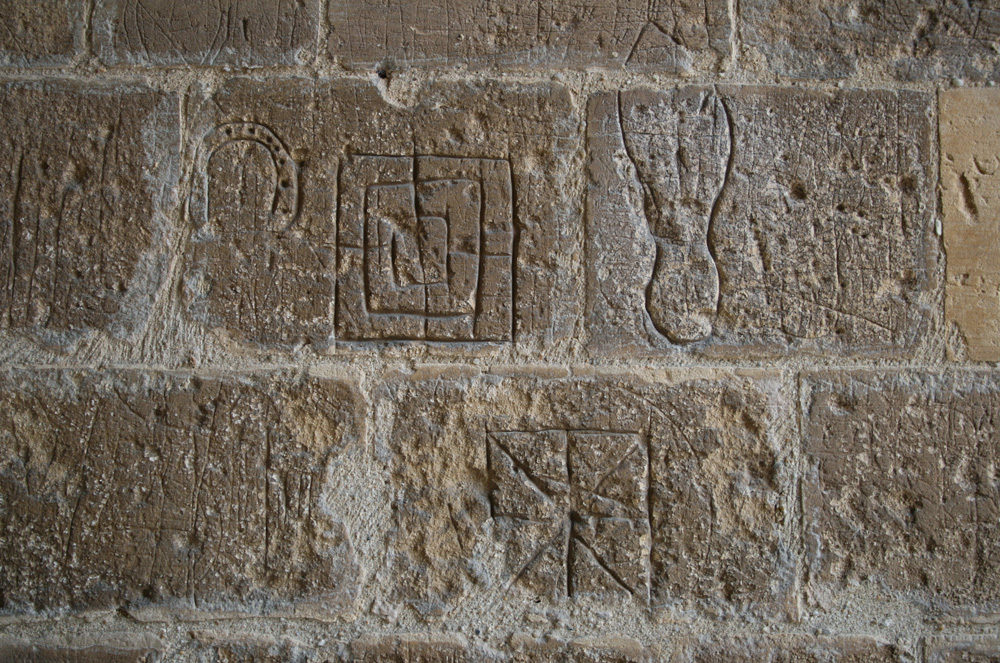
Graffitis.
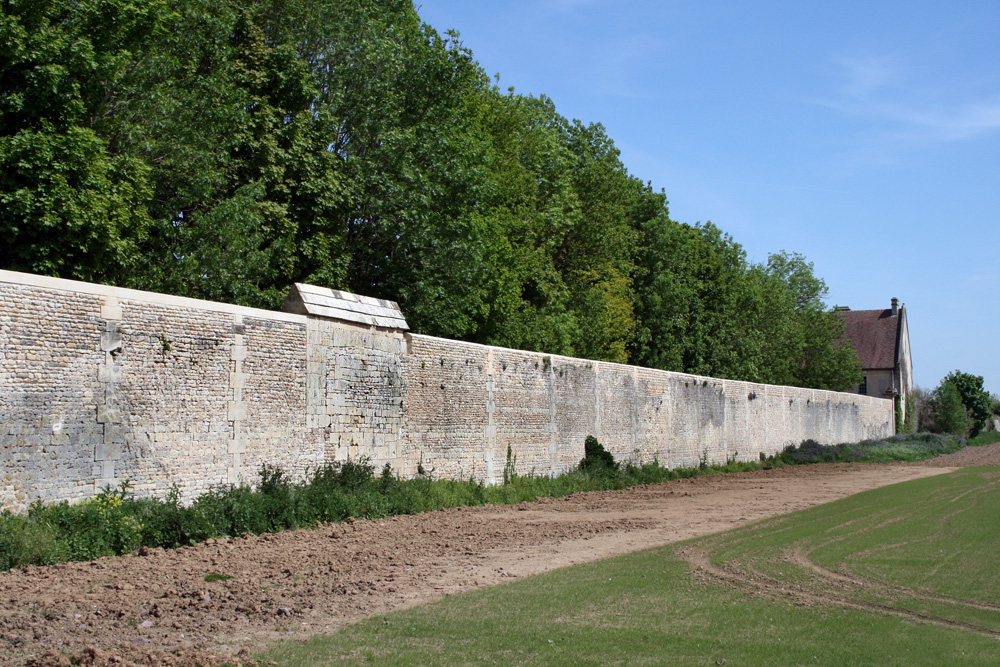
Enceinte sud et sa porte condamnée.
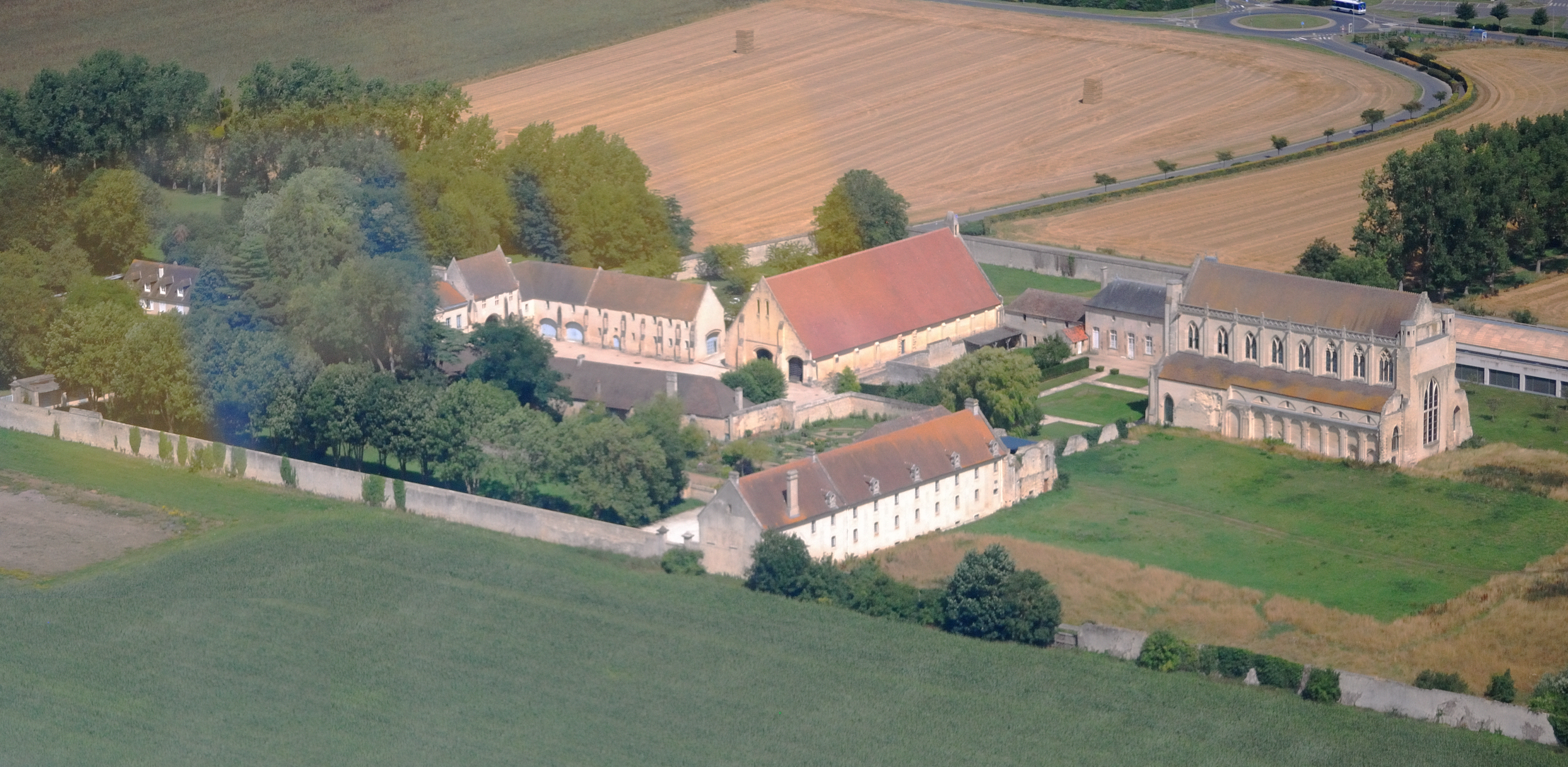
Vue aérienne.